# シューカツ屋
『シューカツ屋』（シューカツや）は、NHK福井放送局制作による「福井発地域ドラマ」として、NHK BSプレミアムにて2020年2月26日の22時から22時59分に放送されたテレビドラマ。就職率が国立大学の中で12年連続1位の福井大学をモデルに、型破りな就活支援に取り組む就活支援員の奮闘を描いたハートフルコメディ。主演は水川あさみ。
撮影は2019年9月25日から10月7日ごろにかけて福井大学文京キャンパス内に設けられた特設セットをはじめ福井市内などにてオールロケで行われた。

## あらすじ
「福井国立大学」に勤務するアラサーの流川美野里は失恋の痛手を抱えつつ婚活に励んでいたが、経理課から就活支援室に異動となったことで生活が一変する。
そこでは型破りな就活支援を行うプロ集団「シューカツ屋」たちが、「落ちこぼれを1人も出さない」のポリシーのもと、才能を見出すカウンセリング、企業とマッチングのためのバスツアー、内定が決まった際のくす玉での祝福など、内定が得られない学生たち対しお節介なほどの熱く細やかな支援を行っていた。そんな職場に当初馴染めなかった美野里も、個性的な室長の後押しを受けて、次第に学生たちの支援に没頭していく。
就活そのものを諦めてしまった学生・植田直成への支援は特に難題で、「あなたらしい生き方を探そう」と手を尽くす中、いつしか自身の生き方をも見つめ直すこととなった美野里はやがて大きな賭けに出る。

## 登場人物

### 主要人物
流川美野里
演 - 水川あさみ
主人公。大学職員で、当初は経理担当。婚活で遭遇した就職支援室長にスカウトされ、強引に就職支援室に異動される。当初は自信がないと伝えていたが、担当の学生を持たされて実際に活動する中で新しい仕事の魅力を感じるようになる。
叶野仁志
演 - 橋本じゅん
就活支援室長。福井大学の名物シューカツヤ。ヘッドハンティング的に就職支援室に引っ張られる前は、そこそこ大きな企業の人事部門でリストラをやっていて、深く悩んでいた。
植田直成
演 - 上川周作
就活生。
花岡真実
演 - 白石聖
就活生。
内村佑
演 - 篠田諒
就活生。
隆司
演 - 片山享
美野里の元カレ。
長谷部徹
演 - 田上晃吉
美野里の同僚。
安藤理恵
演 - 高橋愛
美野里の親友。片町でスナックを営む。
植田道久
演 - 津田寛治
植田の父。繊維会社「嶺北繊維」社長。
木村幹江
演 - かとうかず子
婚活支援を行う「縁結びさん」。美野里の相談相手。
山岡
演 - バッファロー吾郎A
地元機械メーカーの採用担当。

### その他
尾関
演 - 石井貴就
今井
演 - 打田チカオ
就活支援室のメンバー
演 - 辻川ちかよ、今村嘉宏、三上光代、吉田麗奈

## スタッフ
- 作 - 小山正太
- 音楽 - 堀口純香
- 福井ことば指導 - 片山享
- 撮影協力 - 福井大学、福井県、福井市、福井商工会議所、ふくい農業カレッジ
- 制作統括 - 宮本晶樹（NHK福井放送局）
- 演出 - 安川晴太（NHK福井放送局）
- プロデューサー - 梶原登城、三善信一郎（NHK福井放送局）
- 制作・著作 - NHK福井放送局

## 関連番組
- 福井発地域ドラマ“シューカツ屋”PR「福井ほっこり散歩」（2020年2月14日 16:20 - 16:30、NHK BSプレミアム）
出演：津田寛治、白石聖
- “シューカツ屋”ナビ 〜ドラマ×リアル〜（2020年2月26日 15:40 - 16:05、NHK BSプレミアム）
出演：水川あさみ、かとうかず子、白石聖、篠田諒、橋本じゅん、上川周作、田上晃吉、津田寛治、高橋愛、片山享、バッファロー吾郎A